# 薇拉·达维多娃
薇拉·亚历山德罗芙娜·达维多娃（俄语：Ве́ра Алекса́ндровна Давы́дова，1906年9月30日—1993年2月19日），苏联歌剧演员、女中音歌唱家。
达维多娃出生在下诺夫哥罗德州，她的父亲是一位土地测量员，母亲是一位教师。出生后不久，全家搬到远东地区。她在阿穆尔河畔尼古拉耶夫斯克（庙街）长大。1920年，日本出兵侵略远东，她一家逃到布拉戈维申斯克（海兰泡）。她在那里的中学毕业，成为当地的音乐教师，教授合唱。
1924年，达维多娃考上列宁格勒音乐学院。她的歌唱才能受到肯定，被马林斯基歌剧院邀请成为歌剧演员，担任歌剧《阿依达》、《卡门》、《霍瓦斯基叛乱》的主唱。1932年，剧院至莫斯科演出，多位苏联高层出席观看。达维多娃获得众人的赞赏，1946年获得斯大林奖（即后来的苏联国家奖）。1964年，她取得教授头衔。达维多娃于1993年在第比利斯逝世。

## 虚构作品
列昂纳德·亨德林声称达维多娃在晚年将自己与斯大林时期苏联高层交往的经历口述，而写成《我和斯大林》一书。1983年在伦敦里查·特列维尔出版社出。